# Caradrina sarhadica
Caradrina sarhadica là một loài bướm đêm trong họ Noctuidae.